# الكنيسة الألبانية الأرثوذكسية
كنيسة تيرانون وذيراخيو وسائر ألبانيا (بالألبانية: Kisha Ortodokse Shqiptare) هي كنيسة أرثوذكسية شرقية، يُرجع تقليدها الكنسي وصول المسيحية لألبانيا والبلقان إلى القرن الأول الميلادي على يد بولس الرسول.
كان المسيحيين الألبان الأرثوذكس تابعين لبطريركية القسطنطينية حتى عام 1937، حيث أصبحوا كنيسة مستقلة في أيام البطريرك المسكوني بنيامين الأول، ومع بداية الحقبة الشيوعية في البلاد عام 1945 عانت الكنيسة الألبانية الأمرِّين فسجن وعذب الكثير من أبناءها بما فيهم رعاتها وكهنتها، ولاسيما عقب إعلان ألبانيا دولة ملحدة عام 1967، حيث اتجه النظام السياسي الحاكم لتدمير جميع كنائس وأديرة البلاد، فكانت النتيجة تهديم قرابة 1600 كنيسة ودير.
بعد انهيار الشيوعية في ألبانيا عام 1990، خرجت الكنيسة الأرثوذكسية الألبانية من تلك الفترة الصعبة بـ 22 كاهنا فقط، وبمساعدة من الكنائس الأرثوذكسية الأخرى عملت على إعادة تنظيم نفسها وعلى إعادة بناء ما تهدم في الفترة السابقة، فأنشأت أكثر من 74 كنيسة كانت 12 منها مسبقة الصنع في مدينة تسالونيكي اليونانية، ورممت قرابة خمسة أديرة. والكنيسة تعمل باستمرار على مشاريع أخرى متفرقة (كنائس، معاهد لاهوتية، بيوت للضيافة، مستوصفات...)
هذا عدا الاهتمام الكبير الذي توليه الكنيسة لإعادة تأهيل أتباعها روحيا بعد أن تلقنت عدة أجيال الفكر الإلحادي الماركسي خلال الخمسين عاما الماضيةً. وفي سبيل ذلك امتلكت الكنيسة مطبعة للكتب طُبع فيها الكتاب المقدس وكتب روحية أخرى باللغة الألبانية، كما أنها تصدر أيضا مجلة شهرية دينية باسم (القيامة).
للكنيسة أيضا معهدين لللاهوت الأرثوذكسي، معهد (قيامة ربنا يسوع المسيح) أنشأ عام 1992، والآخر معهد (الصليب المقدس) أنشأ عام 1998.
رئيس الأساقفة الحالي لهذه الكنيسة هو أنستاسيوس من مواليد 1929، ويشكل لألبان الأرثوذكس بين 20%-25% تقريبًا من سكان ألبانيا.

## وصلات خارجية
- الموقع الرسمي للكنيسة الألبانية الأرثوذكسية
- كنيسة أنطاكية مدينة الله العظمى